# Боевой киносборник № 5
«Боево́й киносбо́рник № 5» («Побе́да за на́ми!») — советский полнометражный фильм, пятый в серии из двенадцати боевых киносборников, вышедших в годы Великой Отечественной войны, единственный, полностью созданный на хроникально-документальном материале. Две его составляющие объединены общей темой: противовоздушная оборона Лондона и Москвы, последний — «Наша Москва» посвящён героическим защитникам столицы.
Выпущен Комитетом по делам кинематографии при СНК СССР, вышел на экраны 2 октября 1941 года — в оборонительный период Битвы за Москву.

## Лондон не сдастся!

### Хронология
Лондон, Биг-Бен. Мирные сцены на улицах британской столицы. К вечеру в небо поднимаются аэростаты — предвестники скорой воздушной атаки. Метро развозит лондонцев по домам. Диктор озвучивает метафору: «Город погружается во тьму, он закрыл глаза своих окон и насторожил уши». Зенитчики у звукоуловителей на боевом дежурстве. Многолюдно и в подземном штабе противовоздушной обороны Лондона. Дежурные принимают сообщения с постов наблюдения. На столе перед ними на огромной карте отслеживается передвижение каждого вражеского самолёта. Тревога — несколько вражеских бомбардировщиков пробились в воздушное пространство Лондона. Для перехвата врага взлетают британские истребители. Мирное население спускается в укрытия. В поисках цели лучи прожекторов «вонзаются» в небо. Залпы зенитных орудий бьют по врагу, завязывается бой. В поражённых фугасными бомбами кварталах пожарные тушат огонь. Падает подбитая машина противника — тревоге отбой. С рассветом разбираются завалы, идут поиски обломков сбитых самолётов. В дикторском тексте то и дело проскальзывают нотки английского юмора. Трудящиеся спешат на работу, улицы вновь многолюдны, идёт торговля, в школах — уроки. Кипит жизнь в театре, в цехах и ангарах авиастроительного завода, в порту, у здания парламента.
Хронометраж — 14 минут.

### Над фильмом работали
- Режиссёр — Пера Аташева
- Автор текста — Борис Агапов
- Диктор — Владимир Яхонтов

## Наша Москва

### Хронология
Москва, её широкие центральные улицы. Прохожие читают сводку «От Советского информбюро», расположенную на стене дома, рядом политические карикатуры. Витрины магазинов до самого верха закладываются мешками с песком. Рядом работает ресторан, за одним из столиков за чтением газеты Любовь Орлова. Трудятся женщины — идёт смена на ткацкой фабрике, у конвейера молокозавода.
На подмосковных полях замаскированные посты противовоздушной обороны, наблюдатели с биноклями вглядываются в облака. Военные лётчики дежурят возле самолётов и в кабинах истребителей, в любую минуту готовые подняться в воздух. Один из лётчиков — капитан Титенков, на тот момент сбивший 4 вражеских бомбардировщика.
На площадях Москвы готовые к бою зенитные орудия. В сумерках взмывают в небо аэростаты. Средствами связи передаётся сигнал об опасности — «Воздух». Рапорт о действия противнике в штабе Московского военного округа. Боевая тревога у зенитчиков и лётчиков-истребителей, проходит приказ поднять три группы самолётов. Истребители в ночном небе, на связи с ними военные диспетчера. Генерал Журавлёв отдаёт распоряжение Пронину объявить в Москве воздушную тревогу. Женщины с детьми устремляются в убежища и станции метро, мужчины напротив поднимаются на крыши зданий. Воздушный бой в ночном небе, который отслеживается в штабе авиации. Залпы зенитных орудий по самолётам противника. Москвичи борются с упавшими зажигательными бомбами — «зажигалками». Пожарные тушат огонь, отдаются распоряжения о ликвидации последствий.
Рабочая смена в цеху завода, у сталеплавильных печей. Детский сад на станции метро «Маяковская». Женщины переговариваются в бомбоубежище. Фотография Виктора Талалихина и реконструкция его тарана в августовском ночном бою близ деревни Степыгино. Доклад помощника командующего Московского военного округа по противовоздушной обороне генерал-майора Громадина. Отбой воздушной тревоги. Возвращение с боевого задания группы истребителей, рапорт капитана Титенкова. Спит сбивший в ночном бою два вражеских самолёта старший лейтенант Кухаренко. Дымящиеся обломки немецких боевых машин. Мирные планы Москвы, новые стройки.
В эпилоге звучит песня «Священная война» А. В. Александрова.
Хронометраж — 38 минут.

### Съёмочная группа
- Автор сценария — Алексей Каплер
- Режиссер — Михаил Слуцкий
- Главный оператор — Иван Беляков

Операторы
- Иосиф Вейнерович
- Михаил Глидер
- Кенан Кутуб-заде
- Оттилия Рейзман
- Василий Соловьёв
- Владимир Фроленко

- Композитор — Юрий Милютин
- Текст песни — Василий Лебедев-Кумач
- Музоформитель — Арнольд Ройтман
- Художник — Израиль Нижник
- Звукооператоры: Дмитрий Овсяников[комм. 1], М. Каплунский
- Диктор — Юрий Левитан
- Директора картины: Л. Кущинский, Р. Егоренков, Пётр Гуляев

## История создания
Уже через месяц от начала Великой Отечественной войны Москве пришлось столкнуться с вражескими авианалётами. Задачу уничтожения Москвы и её населения должна была выполнить авиация. До первого октября гитлеровцы 36 раз пытались прорваться к Москве большими группами самолётов, чтобы сбросить на город свой смертоносный груз. В книге «Их оружие — кинокамера» А. Лебедев приводит одно из сообщений Совинформбюро: «…несколько эшелонов немецких самолётов пытались совершить налёт на Москву. В город прорвались одиночные самолёты, остальные, будучи рассеяны нашими ночными истребителями и огнём зенитной артиллерии, беспорядочно сбросили бомбы далеко на подступах к Москве». 
Для усиления системы ПВО Москвы были задействованы 602 истребителя, 796 зенитных орудия среднего калибра (85-мм и 76-мм), 248 зенитных орудий 37-мм калибра, более 330 зенитных пулемётов, 918 зенитных прожекторов, 124 аэростатов заграждения и 6 радиолокационных станций обнаружения воздушных целей. Они объединялись в составе 1-го корпуса ПВО и 6-го истребительного авиакорпуса
Фильм о защитниках создавался во время, когда власти ещё безудержно восхваляли военную мощь Красной армии, а общество принимало на веру лозунги о скором победоносном окончании войны. Экран был стопроцентно отдан пропаганде. Выпуск в прокат контролировался специальной комиссией военной цензуры и чиновниками Госкомитета по делам кинематографии, не допускавших поначалу горькой правды поражений. Из-за первоначальной растерянности и недостаточного опыта в отражении военных действий отечественными кинодокументалистами, в регулярно выходивший киножурнал «Новости дня» часто включались сюжеты английской хроники. Из неё же на «Мосфильме» Пера Аташева монтировала киноочерк «Лондон не сдастся!» 

Упорные, жестокие бомбардировки врага нередко останавливали работу съёмочных групп. Нередко мосфильмовцы выходили на строительство оборонительных сооружений, и тогда нашим оружием становилась лопата.
— Григорий Александров, из книги «Наша Любовь» 2012
Кинематографисты Центральной студии кинохроники продолжали работать в своём здании во 2-м Брянском переулке. За всё время войны обороне Москвы посвятили несколько документальных фильмов, «Наша Москва» из них был первым полнометражным. Чтобы запечатлеть всю сложную систему защиты города во время воздушных тревог, кинодокументалисты дежурили на аэродромах, на позициях зенитной артиллерии и прожекторных точках, в частях аэростатной защиты, на командных пунктах, на крышах домов. 

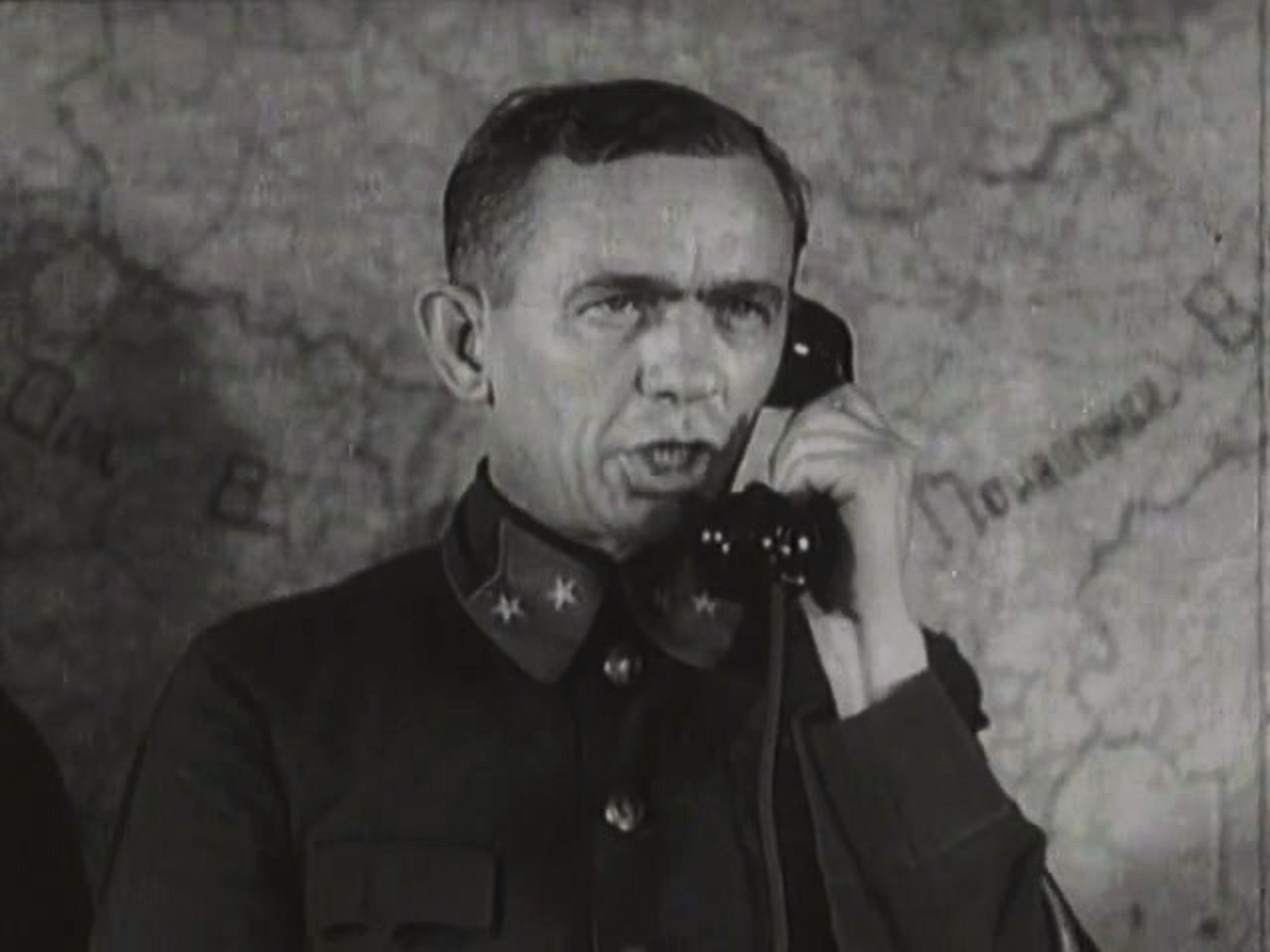
Генерал-майор М. С. Громадин, кадр из фильма «Наша Москва»

Вставший на путь «организации материала» ещё в 1930-е годы, оставаясь верным себе, Михаил Слуцкий прибегал к приёмам игрового кино, монтировал с подлинные кадры «с натуры» с постановочными звуковыми и комбинированными съёмками. 
Ничего нет предосудительного в том, если человек продемонстрирует себя специально для засъёмки. От этого засъёмка не становится менее хроникальной.
Например, когда в штабе Московского военного округа рапортуют и отдают приказы или сцена разговора в бомбоубежище трёх женщин, похожая на отрепетированный спектакль с заученными жестами и словами, — «формально кинокамера действует в хроникальном режиме, но на деле ею руководит некий „третий глаз“ — украшающий, а иногда искажающий все оптические показания».
Пятый киносборник стал последним из вышедших под общим названием «Победа за нами», начиная с шестого осталась только сквозная нумерация.
Исходники киносборника находятся на хранении в Госфильмофонде России и время от времени проходят его кинопоказы в «Иллюзионе».

## Награды
- В 1942 году за картину «Наша Москва» М. Я. Слуцкому, И. И. Белякову и В. В. Соловьёву были присуждены Сталинские премии второй степени[16][17].

## Критика
Александр Фёдоров находит в фильме ясный антинацистский посыл, выражающийся в том, что СССР не одинок в своей борьбе с Германией, он заостряет внимание на яркой фразе из дикторского текста:
«Два величайших демократических государства мира встали на защиту человечества от кровавого фашизма — СССР и Великобритания!», — фразе, невозможной до 22 июня 1941 года.
 Вместе с тем, вопреки тяжелейшим реалиям войны на собственной территории, тысячам и тысячам убитых, раненных и попавших в плен советских граждан, захвату огромных территорий СССР, потери среди мирного населения в сборнике показаны весьма умеренно, а медиатексты комментариев текущих событий по мнению критика в подчёркнуто оптимистическом ключе.
Признавая лидирующую роль документальной кинохроники в воздействии на общество, Нея Зоркая считает первые выпуски «Боевых киносборников» прямолинейно простыми, плакатными, бравурными.

## Комментарии
1. ↑  В фамилии Дмитрия Николаевича Овсяникова во многих источниках содержится ошибка — две буквы «н» — Овсянников[3].
2. ↑  По версии Марии Жуковой, кандидата исторических наук, название «Победа за нами» было исключено из титров последующих выпусков из-за драматического характера событий на фронте, порушивших иллюзию о скорой победе[13].